# Moosbach (Mangfall)
Der Moosbach ist ein Bach in  Oberbayern, der in die Mangfall mündet.  Er ist der natürliche Abfluss des Seehamer Sees.

## Verlauf
Der Moosbach hat seit der Aufstauung des Seehamer Sees zwischen den Jahren 1911 bis 1913 seinen Ursprung am Westende des Sees nördlich von Kleinseeham. Der Bach verläuft am Rande eines Hochmoores bis Bruck, dann weiter über Grünland nördlich von Wattersdorf bis zur Bundesautobahn 8.  Nachdem er diese gekreuzt hat, verläuft der Moosbach weiter in nördlicher Richtung, bis er nördlich von Fentbach ins Mangfalltal fließt. Der Moosbach mündet östlich von Unterdarching, Gemeinde Valley, als rechter Nebenfluss in die Mangfall. Im Mündungsgebiet liegt die keltische Fentbach-Schanze. Der Bach ist 7,31 Kilometer lang und hat ein Einzugsgebiet von 8,08 km².